# Lista över offentlig konst i Lidköpings kommun
Lista över offentlig konst i Lidköpings kommun är en ofullständig förteckning över konst i offentliga rum, huvudsakligen utomhusplacerad konst, i Lidköpings kommun. 

## Lidköpings tätort
| De la Gardiebrunnen  | John Lundqvist          | 1939 | Staty föreställande Magnus Gabriel De la Gardie |                                     | Nya stadens torg 58.50382, 13.15668            | De la Gardiebrunnen                           |  |  |
| Delfinfontän         | John Lundqvist          | 1939 | Två fontäner med bronsfigurer föreställande kvinna sittandes på en delfin |                                     | Nya stadens torg 58.50382, 13.15668            | Delfinfontän                                  |  |  |
| Klotet               | Barbro Skantze          | 2002 | Tre människoliknande figurer håller upp ett glänsande klot |                                     | Östra kajen 58.50389, 13.16084                 | Klotet                                        |  |  |
| Särnmarkska pumpen   | Gunnar Nylund           | 1968 | Konstverket skapades till minne av stadens brunnshus med vattenledning |                                     | Nya stadens torg 58.50365, 13.15905            | Särnmarkska pumpen                            |  |  |
| Tös med springvatten | Anders Jönsson          | 1928 | Fontänen i brons avbildar en kvinna balanserandes på pistillen av en växt |                                     | Gamla stadens torg 58.50307, 13.16137          | Tös med springvatten                          |  |  |
| Ungdom               | Carl Eldh               | 1946 | Skulpturen skildrar två unga människor som ömsint håller i varandras händer, skulpturen i brons finns i fler orter i landet och detta konstverk skänktes till Lidköpings 500-årsjubileum                                    |                                     | Östra kajen 58.50302, 13.16021                 | Ungdom                                        |  |  |
| Vattenlek            | Stig Blomberg           | 1959 | Vattenlek kan associera till simmande varelser bland vågorna |                                     | Östra kajen 58.50302, 13.16021                 | Vattenlek                                     |  |  |
| Sara Videbeck        | Wanja ”Nones” Håkansson | 2000 | Sara Videbeck är huvudpersonen i romanen Det går an av Carl Jonas Love Almqvist |                                     | Strandpromenaden, Hamngatan 58.50169, 13.15889 | Sara Videbeck                                 |  |  |
| Lotusblomma          | Helen Forhaug           | 2008 | Skulptur i järn som likt en lotus vecklar upp sig – mörkerbelysning i djupblått förstärker formen. | Skulptur - Järn (med LED-belysning) |                                                | Stadsträdgården, Lidköping 58.49867, 13.15534 |  |  |
| Blomfång             | Alexandra Hedberg       | 2025 | Färgsprakande, siluettformad skulptur i lackerat stål som gestaltar en bukett av hotade svenska växter och insekter. Verket ramar in landskapet, rymmer sittplatser och påminner om vikten av att värna biologisk mångfald. | Skulptur - Lackerat stål (målad)    |                                                | Västgötagatan, Lidköping 58.49412, 13.17919   |  |  |